# John Peter Jessop
John Peter Jessop ( * 1939 - ) es un botánico pteridólogo, explorador sudafricano.
Desarrolló gran parte de su tarea científica en el "Herbario Estatal de Australia del Sur (AD)" ascendiendo hasta Jefe Botánico; habiendo comenzado en 1975, y logrando aumentar su capacidad edilicia en dos extensiones del herbario, y promoviendo las publicaciones de la institución. Ya retirado planea continuar con su obra enciclopédica sobre los pastos sudaustralianos

## Algunas publicaciones

### Libros
- Kelly, J; NK Hobson, J Jessop, MC van der Riet Ginn. Veld Plants of Southern Africa. Ed. Macmillan South Africa. ISBN 0-86954-013-0
- ----. Flora of Central Australia. Ed. Australian Systematic Botany Society, ISBN 0-589-50266-2
- ----, J McConnell Black. Flora of South Australia. Ed. Govt Pr. ISBN 0-7243-5301-1
- ----, GRM Dashorst, FM James. Grasses of South Australia: An Illustrated Guide to the Native and Naturalised Species. Ed. Wakefield Press Pty, Limited. ISBN 1-86254-694-0

- La abreviatura «Jessop» se emplea para indicar a John Peter Jessop como autoridad en la descripción y clasificación científica de los vegetales.[2]

Posee unos 59 registros IPNI de sus identificaciones y clasificaciones de nuevas especies, las que publica habitulmente en :  Bothalia; J.-P. Lebrun & Stork, Enum. Pl. Fleurs Afr. Trop.; J. S. African Bot.; Fl. Pl. Africa; Fl. Hassan Distr. Karnataka, India; 